# Вікімедіа Естонія
«Вікімедіа Естонія» (ест. Wikimedia Eesti; скорочено WMEE) — естонська некомерційна організація, яка займається підтримкою та просуванням Вікіпедії естонською та мовою виро, а також естонського Вікісловника, Вікіпідручника, Вікіджерел і Вікіцитат.
Незважаючи на те, що Вікімедіа Естонія є незалежною юридичною особою, вона також є місцевою філією (chapter) Фонду Вікімедіа. Організацію засновано в липні 2010 та зареєстровано 6 жовтня того ж року. На початку 2016 «Вікімедіа Естонія» налічувала 36 членів, а на кінець 2020 року — 38.
«Вікімедіа Естонія» відповідає за реалізацію проектів співпраці, проведення конкурсів і кампаній, організацію лекцій тощо. Однак НУО не пише статті та не керує вмістом Вікіпедії.

## Діяльність

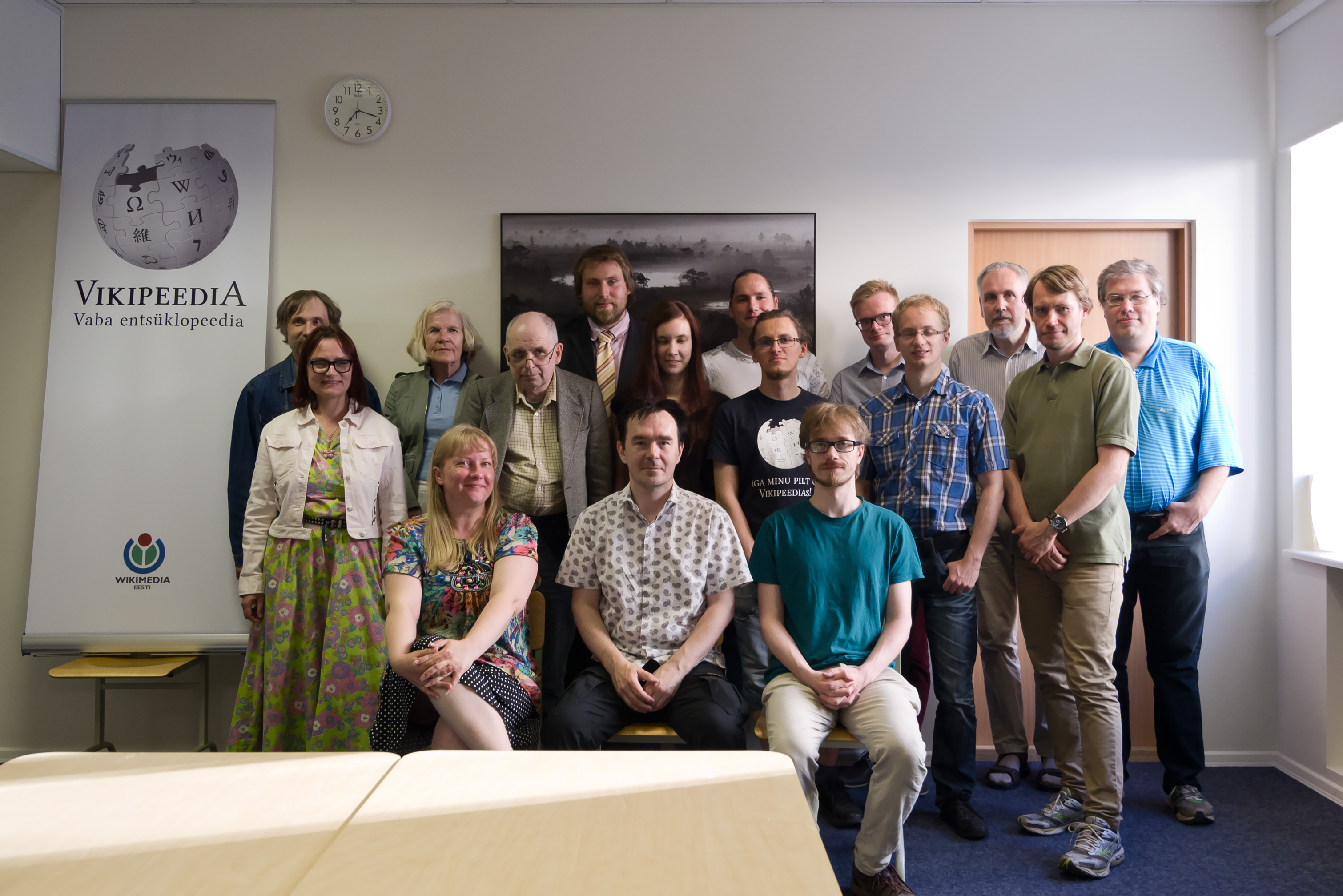
Учасники літніх загальних зборів ГО в 2015

У 2011—2015 роках організація проводила фотоконкурс пам'яток культури «Вікі любить пам'ятки» в Естонії, на якому було зібрано близько 10 тисяч фотографій місцевих пам'яток культури. З 2014 до 2016 року також проводила фотоконкурс «Вікі любить Землю». ГО також бере участь в організації конкурсу наукових фотографій та кількох інших.
«Вікімедіа Естонія» організувала кілька конкурсів із написання статей у Вікіпедії. Зокрема, започаткувала щорічний конкурс «Центрально-Східноєвропейська весна (CEE Spring)», який відбувається одночасно в багатьох країнах Центральної та Східної Європи. Також підтримується реалізація конкурсів літературного редагування статей естонської Вікіпедії.
На початку 2012 року громадська організація подала до суду на податково-митний департамент Естонії через те, що її не влаштовувало тлумачення нового та вужчого, ніж раніше, визначення благодійності. Безпосередньо перед засіданням суду, яке мало відбутися 27 березня 2012 року, департамент скасував своє рішення та включив «Вікімедіа Естонія» до переліку звільнених від оподаткування громадських організацій заднім числом, починаючи з 1 січня 2012.
У 2014 та 2015 роках громадська організація організувала фіно-угорський вікісемінар в Естонії. У 2015 році тут також відбулася конференція вікіпедистів Центральної та Східної Європи, а в 2019 році — зустріч вікіпедистів Північної Європи. У 2017 році була організована Естонська цифрова гуманітарна конференція.
Спільно з Тартуським університетом було здійснено проект «Мільйон+». Започатковано відзнаку «Друг Вікіпедії» та обирання «Вікі-фотографа року».
На 2022—2024 роки громадську організацію було обрано стратегічним партнером Міністерства освіти та наукових досліджень Естонії у реалізації державної політики в сфері «Діяльність, що зміцнює репутацію та статус естонської мови».

## Правління
- Іво Круусамягі — член правління з 2021 року; раніше в правлінні 2010—2012
- Яан Мерінііт — член правління з 2021 року
- Вірго Сііл — член правління з 2022 року

Ева Лепік, Танел Перн, Свен-Ерік Соосаар, Сіім Туйск, Урсула Ерік, Рауль Вееде, Кябі Суві, Уку Кангур, Мярт Пидер, Ніколас Тамарго де Егурен і Тееле Ваалма також у різний час входили до складу правління.